# Joseph Anton Lachel
Joseph Anton Lachel (auch: Lachel vel Šmíšek; * 24. Mai 1732 in Böhmen; † 31. August 1785 in Grüssau) war ein böhmischer Bildhauer des Spätbarocks.

## Biographie
Joseph Anton Lachel stammte aus Böhmen. Entweder dort oder in der Grüssauer Werkstatt des Anton Dorazil erlernte er das Bildhauerhandwerk und arbeitete anschließend in Dorazils Werkstatt. Nach dessen Tod übernahm er die Leitung der Werkstatt, da vermutlich Dorazils Sohn Roman Laurentius Dorazil für diese Aufgabe zu jung war. Lachels Werkstatt wird in der Literatur auch als III. Grüssauer Bildhauer-Werkstatt bezeichnet, in der Nachfolge von deren Leitern Ferdinand Maximilian Brokoff (I. Werkstatt) und Anton Dorazil (II. Werkstatt). 1762 heiratete Lachel eine Tochter Anton Dorazils, so dass er nunmehr mit Roman Laurentius Dorazil verschwägert war. Lachel wirkte bis an sein Lebensende in Grüssau und in dem zum Kloster gehörenden Stiftsland. Der Bildhauer Marianus Lachel (* 8. Dezember 1766; † 31. August 1885 in Grüssau), war vermutlich sein Sohn.

## Werke
- Grüssau Klosterkirche
  - Altar des Allerheiligsten Sakraments (1754–1755; zusammen mit Anton Dorazil)
  - Kanzel verziert mit Figuren der Hl. Dreifaltigkeit und Flachreliefs mit Darstellungen der Kirchenväter (1761)
  - St.-Johannes-Kapelle: Retabel und Figuren der Hll. Florian und Laurentius (1761)
  - St.-Franz-Xaver-Kapelle: Retabel und Figuren der Hll. Ignaz von Loyola und Philippus Neri (1761–1763)
  - St.-Anna-Altar mit Figuren der Hll. Joachim und Judas Thaddäus (1763)
  - St.-Matthäus-Kapelle: Retabel mit Figuren der Hll. Matthäus und Lukas (1766)
  - St.-Nikolaus-Kapelle: Retabel mit Figuren der Hll. Karl Borromäus und Martin von Tours (1767)
- Grüssau St.-Josephs-Kirche
  - Geschnitzter Hauptaltar (1755)
- Liebau, Pfarrkirche Mariä Himmelfahrt: Hauptaltar (1781)
- Oppau, Filialkirche St. Hedwig: Hauptaltar und Seitenaltäre; vermutlich auch: Kanzel, Orgelprospekt und Beichtstuhl mit Kreuzigungsgruppe in der Bekrönung
- Schömberg, Innenausstattungen für die katholische Pfarrkirche (zusammen mit R. L. Dorazil)
- Schmiedeberg, Bethauskirche: Kanzel, Altar, Orgelprospekt (zusammen mit R. L. Dorazil)